# 富永孝雄
富永 孝雄（とみなが たかお）は、日本の経済産業官僚。1955年に通商産業省（現経済産業省）に入省。ジェトロ・ミラノ事務所勤務、化学工業局化学品輸出課長、機械情報産業局自動車課長、ジェトロ・ニューヨーク事務所長、東京通商産業局長等を歴任。退官後は、日本自動車工業会の副会長・専務理事、日本情報処理開発協会（現 日本情報経済社会推進協会）の常務理事を務めた。

## 経歴
- 1955年（昭和30年）4月 - 通商産業省 入省
- 1970年（昭和45年）7月 - 通商産業省 化学工業局 化学品輸出課長
- 1974年（昭和49年）4月 - 機械情報産業局 自動車課長
- 1976年（昭和51年）1月 - 総理府 国土庁長官官房参事官（地方振興局担当）
- 1977年（昭和52年）6月 - 通商産業省 中小企業庁 小規模企業部 小規模企業政策課長
- 1978年（昭和53年）7月 - 通商産業省 大臣官房 調査統計部 管理課長
- 1979年（昭和54年）7月 - 通商産業省 工業技術院 総務部 総務課長
- 1982 年（昭和57年）5月 - アメリカ合衆国ノックスビル国際エネルギー博覧会 陳列区域日本政府代表代理
- 1982年（昭和57年）9月 - 通商産業省 東京通商産業局長
- 1983年（昭和58年）6月 - 辞職
- 1998年（平成10年）7月 - 日本自動車工業会 副会長・専務理事 退任
- 1998年（平成10年） - 財団法人日本情報処理開発協会 常務理事

## 入省同期
- 黒田眞（通産審議官）
- 木下博生（中小企業庁長官、日本防衛装備工業会理事長）
- 愛甲次郎（資源エネルギー庁次長、駐クウェート大使、ソニー上級顧問）
- 石井賢吾（中小企業庁長官）
- 斉藤成雄（経済企画庁物価局長）
- 向坂浩（商工協会参与）
- 佃近雄（ジェトロパリ所長）
- 徳川宗広（国土庁官房審議官、徳川達成三男）
- 河野権一郎（石油資源開発専務）
- 箕輪哲（工業技術院総務部長）

| 先代 中村俊夫 | 日本自動車工業会 副会長・専務理事 1991- 1998年 | 次代 名尾良泰 |